# 沖縄・先島への道
- 街道をゆく > 沖縄・先島への道

『沖縄・先島への道』（おきなわ・さきしまへのみち）は、司馬遼太郎の紀行文集『街道をゆく』の第6巻。単行版は朝日新聞社、初版1975年（再刊は朝日文庫1978年、ワイド版2005年、文庫新版2008年9月）。「週刊朝日」1974年6月21日号から1974年11月5日号に連載された。旅の時期は、1974年4月1日（月）から6日（土）までであった。

## 対象地域および行程など
旅のコース
伊丹の大阪国際空港 → 那覇（1泊） → 糸満→ 石垣島（1泊）→ 竹富島（1泊）→ 石垣島（1泊）→ 与那国島（1泊）
同行者は、挿絵の須田剋太、編集部のH。原岡加寿栄（編集部のHの同僚）、みどり夫人（登場はしない）。
司馬一行は4月1日に沖縄に飛んだ。29年前のこの日、米軍が沖縄上陸を開始し、その後2ヶ月半の間に、50万の住民が住む沖縄本島では約15万の住民が死に、島全体の兵も石垣も樹も建造物もこなごなに砕かれていった。
ひめゆりの塔や『さとうきび畑』の歌はこの沖縄戦の激しさと悲劇を今日に伝えているが、司馬にとっても、本土の身代わりになった沖縄を平静な気持ちで訪れることはできず、自分が生きていることが罪であるような物憂さに襲われていた。この沖縄問題にどう気持ちの整理を付けるのか、それもこの旅の一つの主題になっている。この旅で出会った何人かの若者が司馬にとってこころの救いになっているのかもしれない。
司馬は1972年の沖縄本土復帰前に2度、復帰後に1度沖縄を訪れている。沖縄問題とは別に、本土では千年前にほろんでしまったかもしれない古代を沖縄に感じることもこの旅の大きな目的になっている。
この旅の中で、沖縄問題を含めた近代という重い現実と、この古代の自由さへの飛翔との葛藤が司馬の心中を渦巻いている。

## 那覇・糸満
沖縄に着いた夜、司馬は島尾敏雄に会い、以前から島尾のいう琉球弧とかヤポネシアといった茫漠とした世界に共感していた司馬は「自分を日本人と規定するより倭人と規定するほうが、ずっと自分がひろがってゆく感じがする」という考えを持っていて、島尾の賛同を得る。
司馬は沖縄に来るたびに、稲を植え、漁労をして暮らしていた倭人のころを想い、沖縄の町や島々に原倭人の風姿をありありと見るような思いがして、にわかに気持ちが青空へつきぬけてゆくように愉快になるのである。
南西航空のロビーのトイレの便器に排便が流されずにあったのを黄色いシャツのジーパン姿の青年が、「こんなことする人、本土の人にきまっているよ」と言った言葉から、本土資本が沖縄の土地を、札束で頬をたたくようにして買い占めているたけだけしさを連想し、日本人の海外での評判の悪さを歴史的に振り返る。
糸満にも立ち寄り、中国、朝鮮、日本などの東アジアの沿岸地方一帯にいて漁労という技術や暮らしを通して一ツ文化をもっていた安曇族に思いを馳せる。

## 石垣・竹富島
司馬は、飛行機で進路を西南の石垣島に向かい、黒潮のふるさとへゆく思いがし、日本の島々に住む者にとってこの黒潮とモンスーンがその生活を決定していることの重要性を指摘するとともに、晩年の柳田國男が『海上の道』で述べた稲は、沖縄の島々を経て本土にきたという説を肯定的に紹介している。
翌朝、石垣の町を歩き、石積みの塀でめぐらされ、塀は赤い琉球瓦でふかれている美しい宮良殿内（みやらどんち）という士族屋敷を訪ねる。
竹富島では旅館の手伝いをしている東京出身の青年T君の屈託のない生き方に感銘を覚える。ひるがえって、沖縄問題を青春のアクセサリーのようにして論じてきた学生たちや、自分の若いころ、アジアの僻地で生涯を送ると言っていた連中がその決断に陶酔したことに対していやらしさを感じてしまう。
当時、人口が336人だった竹富島は今日まで本土の観光資本から島の自然と文化を守ってきたが、その運動の中心人物である上勢頭亨（うえせどとおる）にも会う。また、妾になることを所望した石垣島から来た役人に肘鉄砲をくらわせた安里屋クヤマという美女を出した安里家を訪れる。
旅館の食事ごとに給仕をしてくれた二十の娘が、訪れようとして結局行けなかった波照間島出身だと知って驚き、東京に行きたいという娘に対して、司馬は、この太古の純朴さを持つ少女に、都会に行ってつらい目に遭うよりは、「竹富島のほうがずっといいじゃないか」、「東京は、こわいからね」と老婆心からアドバイスする。

## 与那国島
宿泊した石垣島のリゾート・ホテルで、東京の金のある若者がモータボートの爆音を鳴らしている光景を見てばかばかしく感じた。
石垣空港で農林省の技官である丸杉孝之助から西表島がおもしろいと教えられ、行けなくて残念がる。与那国島の空港の売店で、「与那国島誌」の著者である池間栄三の夫人に幸運にも出会い、宿泊する宿まで軽四輪で連れて行ってもらう。
与那国島からは台湾が近く、台湾の歴史に思いを馳せる。祖納（そない）という所では最も風景のいいところにある門中墓を訪れ、海風の吹きわたる台上で暮らす幽明の界がない島民の死生観に触れる。
最後に、那覇から来た巡業の役者の狂言と琉歌を花酒を飲みつつ鑑賞して旅を終える。